# Pailherols
Pailherols település Franciaországban, Cantal megyében. Lakosainak száma 137 fő (2022. január 1.). Pailherols Mur-de-Barrez, Thérondels, Brezons, Jou-sous-Monjou, Lacapelle-Barrès, Malbo, Raulhac, Saint-Clément és Saint-Jacques-des-Blats községekkel határos.

## Népesség
A település népességének változása:
| Lakosok száma | 301  | 195  | 171  | 165  | 137  | 133  | 127  | 126  | 124  | 137  |
|               | 1968 | 1982 | 1990 | 2006 | 2013 | 2015 | 2017 | 2019 | 2020 | 2022 |